# 90. leichte Afrika-Division
La 90. leichte Afrika-Division fu una divisione tedesca inizialmente di fanteria leggera, poi ricostituita sul finire della guerra come divisione di fanteria motorizzata con il nome di 90. Panzergrenadier-Division. Combatté nello scacchiere del Mar Mediterraneo durante la seconda guerra mondiale.

## Storia
La 90. leichte Afrika-Division fu creata nell'agosto del 1941 come Division z.b.V. "Afrika" (zur besonderen Verwendung, «per impieghi speciali»), da unità già presenti in Africa Settentrionale poste sotto il comando del Divisions-Kommando z.b.V. "Afrika". Durante i suoi quattro anni di servizio le fu cambiato nome più volte, anche se quello più conosciuto è quello di Afrika Division, dovuto al fatto che la 90. fu l'unica divisione tedesca ad essere creata interamente in Africa. Combatté in quasi tutte le battaglie che si svolsero in Africa Settentrionale, per poi doversi arrendere agli Alleati nel maggio 1943, in Tunisia. Il nemico principale della 90. leichte Afrika-Division fu la 2nd New Zealand Division, che si trovò più volte contro.
Come per le altre unità dell'Afrika Korps (DAK), anche per la 90. erano subito disponibili delle unità di rimpiazzo prese dalle forze tedesche del fronte occidentale. Con questo la 90. leichte Afrika-Division è stata ricostruita in Sardegna nel luglio del 1943 come 90. Panzergrenadier-Division, da qui lo stemma divisionale, costituito dalla sagoma stilizzata della Sardegna attraversata da una spada con l'impugnatura in basso a destra e la punta ad in alto a sinistra ed il nome 'Division Sardinien'. Dopo l'armistizio italiano dell'8 settembre 1943, la divisione, agli ordini del comando tedesco in Sardegna dell'esperto generale Fridolin von Senger und Etterlin, ricevette l'ordine di evacuare l'isola e ripiegare in Corsica; i tedeschi completarono la manovra con pieno successo il 18 settembre, con poche schermaglie da parte italiana (si ricorda solo l'episodio di Ponte Mannu sul Tirso, quando la divisione, che minacciava di far saltare in aria il ponte, dovette difendersi dalla risposta al fuoco del 403º battaglione costiero italiano agli ordini del tenente colonnello Sardus Fontana), grazie a un accordo con il generale Antonio Basso. Appena giunta in Corsica, la 90. Panzergerenadier si ritirò ancora, secondo gli ordini del comando supremo tedesco, e raggiunse Piombino; la ritirata venne effettuata con notevole abilità e con poche perdite.
Trasferita sul continente italiano, partecipò quindi ai combattimenti per arrestare l'avanzata americana e britannica verso il nord della penisola. Quasi completamente distrutta nel novembre del 1943 dopo aspri combattimenti con la 1ª Divisione canadese sul fiume Moro, venne messa in riserva a Frosinone. Ancora in fase di ricostituzione, è stata dispiegata sul fronte per contenere l'offensiva di primavera degli Alleati e fungere da retroguardia per le unità tedesche che stavano ritirandosi sulla linea Gotica a nord. Spostata a sud-est del confine franco-italiano nel settembre 1944 venne completamente annientata nei combattimenti a sud di Bologna. I restanti uomini della divisione si arresero alle unità del Corpo di spedizione brasiliano nell'aprile del 1945. Vi prestò servizio il futuro principe consorte dei Paesi Bassi Klaus von Amsberg.

## Denominazioni
| Designazione                    | Dal            | Fino al       |
| ------------------------------- | -------------- | ------------- |
| Division z.b.V. "Afrika"        | agosto 1941    | novembre 1941 |
| 90. leichte Infanterie-Division | novembre 1941  | marzo 1942    |
| 90. leichte Afrika-Division     | marzo 1942     | maggio 1943   |
| Division "Sardinien"            | 12 maggio 1943 | 6 luglio 1943 |
| 90. Panzergrenadier-Division    | luglio 1943    | aprile 1945   |

## Ordini di battaglia
Divisions-Kommando z.b.V "Afrika": giugno 1941
- Stab
- Infanterie-Regiment 361
- Schützen-Regiment 155[5]
- III./Infanterie-Regiment 255
- III./Infanterie-Regiment 347
- III./Infanterie-Regiment 241
- III./Infanterie-Regiment 258
- III./Infanterie-Regiment 268

Division z.b.V. "Afrika": novembre 1941
- Stab
- Schützen-Regiment 155
- Infanterie-Regiment 361
- Sonderverband 288
- Artillerie-Abteilung 361 (mot.)
- Panzerjäger-Abteilung 605
- Aufklärung-Kompanie 580
- Flak-Abteilung 613

90. leichte Infanterie-Division
- Stab
- Schützen-Regiment 155
- Infanterie-Regiment 200 (mot.)
- Infanterie-Regiment Afrika 361
- Artillerie-Abteilung 361
- Panzerjäger-Abteilung 361

90. leichte Afrika-Division
- Stab
- Panzergrenadier-Regiment 155
- Panzergrenadier-Regiment 200
- Panzergrenadier-Regiment 361
- Panzergrenadier-Regiment Afrika 288
- Artillerie-Regiment 190 (mot.)
- Panzer-Abteilung 190[6]
- Panzeraufklärung-Abteilung 580[7]
- Panzeraufklärung-Abteilung 90[8]
- Panzerjäger-Abteilung 190
- Pionier-Bataillon 900
- Panzernachrichten-Abteilung 190
- Feldersatz-Bataillon 190

Division "Sardinien"
- Stab
- Panzergrenadier-Regiment Sardinien 1
- Panzergrenadier-Regiment Sardinien 2
- Artillerie-Regiment Sardinien
- Panzer-Abteilung Sardinien
- Panzerjäger-Abteilung 190
- Pionier-Bataillon Sardinien
- Nachrichten-Kompanie Sardinien

90. Panzergrenadier-Division
- Stab
- Panzergrenadier-Regiment 155
- Panzergrenadier-Regiment 200
- Panzergrenadier-Regiment 361
- Artillerie-Regiment 190
- Panzer-Abteilung 190
- Sturmgeschütz-Abteilung 242[9]
- Panzerjäger-Kompanie 1/190[10]

## Comandanti

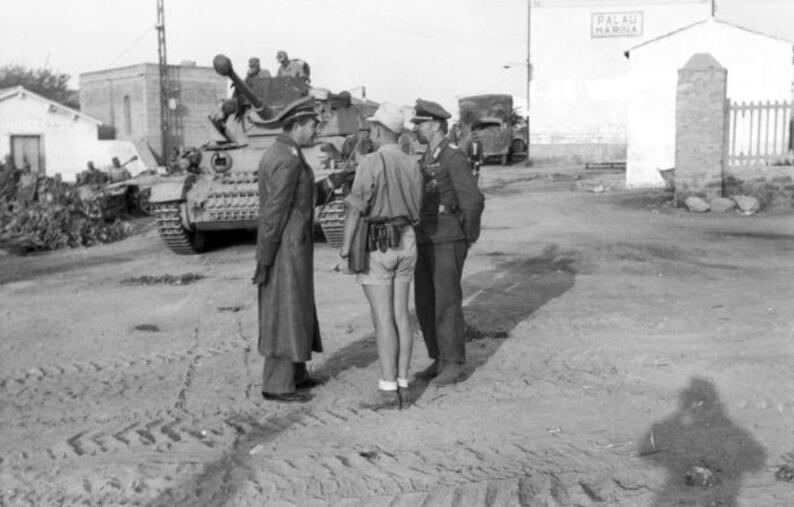
Carri Panzer IV ed ufficiali della 90. Panzergrenadier-Division a Palau, Sardegna, nel 1943.

| Grado                    | Nome                    | Dal               | Fino al           |
| ------------------------ | ----------------------- | ----------------- | ----------------- |
| Generalmajor             | Max Sümmermann          | 1º settembre 1941 | 10 dicembre 1941  |
| Oberst                   | Johann Mickl            | 10 dicembre 1941  | 30 dicembre 1941  |
| Generalmajor             | Richard Veith           | 30 dicembre 1941  | 10 aprile 1942    |
| Generalmajor             | Ulrich Kleemann         | 10 aprile 1942    | 13 giugno 1942    |
| Oberst                   | Werner Marcks           | 14 giugno 1942    | 18 giugno 1942    |
| Oberst                   | Erwin Menny             | 18 giugno 1942    | 19 giugno 1942    |
| Oberst                   | Werner Marcks           | 19 giugno 1942    | 21 giugno 1942    |
| Generalmajor             | Ulrich Kleemann         | 10 agosto 1942    | 8 settembre 1942  |
| Gerneralmajor            | Hermann-Bernhard Ramcke | 8 settembre 1942  | 17 settembre 1942 |
| Oberst                   | Hermann Schulte-Hethaus | 17 settembre 1942 | 22 settembre 1942 |
| Generalleutnant          | Theodor Graf von Sponek | 22 settembre 1942 | 12 maggio 1943    |
| Generalleutnant          | Carl-Hans Lungershausen | 21 maggio 1943    | 20 dicembre 1943  |
| Generalleutnat           | Ernst-Günther Baade     | 10 dicembre 1943  | 9 dicembre 1944   |
| General der Panzertruppe | Gerhard von Schwerin    | 9 dicembre 1944   | 1º aprile 1945    |
| Generalmajor             | Heinrich Baron von Behr | 1º aprile 1945    | 28 aprile 1945    |